# Ali Akhmedov
Ali Akhmedov (en azerí: Əhmədov Əli Cavad oğlu) es un doctor en filosofía y político azerí.

## Biografía
Ali Akhmedov nació el 27 de enero de 1953. Graduó de la facultad histórica de Instituto histórico-archivo de Moscú.

### Carrera
En 1975 trabajó como investigador principal de la dirección general de archivos, después como director de archivo científico central de Academia Nacional de Ciencias de Azerbaiyán.
En los años 1999-2000 fue presidente del Comité ejecutivo de raión Khatai de Bakú. En 1999 en el primer Congreso del partido de Nuevo Azerbaiyán fue elegido como Secretario ejecutivo. 
Entre los años 2000-2013 era diputado de segunda, tercera y cuarta convocatorias de la Asamblea Nacional de la República de Azerbaiyán. 

### Premios, medallas
- Orden Shohrat[2]

### Familia
Casado, con dos hijos. 